# Gladiolus grandiflorus
Gladiolus grandiflorus là một loài thực vật có hoa trong họ Diên vĩ. Loài này được Andrews miêu tả khoa học đầu tiên năm 1800.